# Baltimore Bullets 1972-1973
La stagione 1972-73 dei Baltimore Bullets fu la 12ª nella NBA per la franchigia.
I Baltimore Bullets vinsero la Central Division della Eastern Conference con un record di 52-30. Nei play-off persero la semifinale di conference con i New York Knicks (4-1).

## Roster
| N° | Naz.                   | Ruolo | Sportivo        | Anno | Alt. | Peso |
| -- | ---------------------- | ----- | --------------- | ---- | ---- | ---- |
| 6  | Stati Uniti (bandiera) | GA    | Mike Riordan    | 1945 | 193  | 91   |
| 9  | Stati Uniti (bandiera) | AC    | Dave Stallworth | 1941 | 201  | 91   |
| 10 | Stati Uniti (bandiera) | G     | Kevin Porter    | 1950 | 183  | 77   |
| 11 | Stati Uniti (bandiera) | AC    | Elvin Hayes     | 1945 | 206  | 107  |
| 12 | Stati Uniti (bandiera) | AC    | John Tresvant   | 1939 | 201  | 98   |
| 13 | Stati Uniti (bandiera) | A     | Stan Love       | 1949 | 206  | 98   |
| 20 | Stati Uniti (bandiera) | G     | Flynn Robinson  | 1941 | 185  | 84   |
| 21 | Stati Uniti (bandiera) | G     | Archie Clark    | 1941 | 188  | 79   |
| 30 | Stati Uniti (bandiera) | A     | Tom Patterson   | 1948 | 198  | 100  |
| 32 | Stati Uniti (bandiera) | G     | Mike Davis      | 1946 | 191  | 84   |
| 33 | Stati Uniti (bandiera) | G     | Rich Rinaldi    | 1949 | 191  | 88   |
| 35 | Stati Uniti (bandiera) | A     | Terry Driscoll  | 1947 | 201  | 98   |
| 41 | Stati Uniti (bandiera) | AC    | Wes Unseld      | 1946 | 201  | 111  |
| 45 | Stati Uniti (bandiera) | G     | Phil Chenier    | 1950 | 191  | 82   |

## Staff tecnico
- Allenatore: Gene Shue
- Vice-allenatore: Bob Ferry